# Едмунд (король Східної Англії)
Едмунд Мученик (840, Нюрнберг (?) — 20 жовтня 870, Хоксен, Суффолк) — останній суверенний англосаксонський король Східної Англії, зарахований до лику святих.

## Біографія
У 855 році Едмунд, ще юнаком, посів королівський престол Східної Англії (коронований 25 грудня). У 870 році армія данських вікінгів висадилася на узбережжі Східної Англії. Згідно з хронікою «Життя короля Альфреда» уельського ченця Ассера, Едмунд виступив у похід проти загарбників, «…з величезною люттю бився з ними; але … язичники святкували, Едмунд був убитий в битві…». Перекази говорять про битву Едмунда проти війська братів-вікінгів Убби Рагнарссона і Івара Безкосного, в якій англосакси зазнали поразки, і про те, що король був схоплений біля містечка ХоксенХоксен  і замучений. Більш пізнє джерело, авторство якого належить Аббону з Фльору, втім, стверджує, що Едмунд в битву взагалі не вступав, а був замучений данцями. За відмову поклонитися язичницьким ідолам короля прив'язали до дерева і розстріляли з луків.
Після своєї загибелі Едмунд був канонізований римо-католицькою церквою до числа святих. Є покровителем королівських осіб, людей, які страждають від епідемій і тортур, а також захисником від вовків.
Едмунд був похований у бенедиктинському абатстві міста Бері-Сент-Едмендс, в графстві Суффолк.

## Шанування
Шанування святого Едмунда почалося майже відразу ж після його мученицької кончини. Згідно з переказами, мучителі обезголовили англійського короля, а щоб його піддані не змогли знайти голову, закинули її в тернина. Перше чудо сталося саме там: голова святого була знайдена після того, як почули виття вовкодава, який охороняв святиню. Саме тому згодом на зображеннях Едмунда стали поміщати цю тварину, що охороняло святу голову від вовків, а сам мученик став покровителем переслідуваних вовками.
Розповідається також, що голову доклали до тіла і поховали неподалік від місця страти, побудувавши невелику дерев'яну каплицю.
У 902 році, коли останки святого переносили в Бедріксуорт, виявили, що вони нетлінні, а голова зрослася з тілом.
Ще одна важлива подія, що сприяє шанування святого, пов'язано з тим, що лише через 30 років після смерті мученика, коли страшні спогади не зникли з пам'яті очевидців, данські завойовники на чолі з королем Ґутрумом прийняли християнство і самі стали шанувати короля Едмунда святим. З тих пір до його нетлінних мощей почалося масове паломництво.
Так сталося, що з часом шанування святого Едмунда відійшло на другий план, поступившись першістю Святому Юрію, який з XII століття і донині вважається покровителем Англії. Користуючись цією ситуацією, французькі лицарі відвезли мощі святого Едмунда в Тулузу. В цьому французькому місті мощі перебували аж до 1901 року і, природно, святий Едмунд став вважатися покровителем Тулузи.
У 1901 році мощі були повернуті в Англію, але не стали загальнонаціональним надбанням, а були поміщені в приватну каплицю міста Арандель в Сассексі, недоступну для відвідувачів.

## Першоджерела
(англ.)
- Abbo of Fleury. Passio S. Eadmundi (985)
- Abbo Floriacensis, Vita Sancti Eadmundi, regis anglorum et martyris // Migne. Patrologiae cursus completus, series Latina. V. 139. P. 508—520.
- Aelfric's Lives of Saints. Ed. by W. Skeat. Vol. I—IV. London, EETS, 1881—1900.
- Asserius. The medieval life of King Alfred the Great: a translation and commentary on the text attributed to Asser. Basingstoke — New York, Palgrave, 2002. 280 p.
- The Saxon Chronicle: with an English translation, and notes, critical and explanatory. Rev. J. Ingram. London, Longman, 1823. 463 p.